# Fiskars brandstation
Fiskars brandstation (finska: Fiskarsin paloasema) är en före detta[när?] brandstation i Fiskars i Raseborgs stad i Finland. Brandstationen stod färdig år 1912 och den renoverades år 1932 i samband med Fiskars fria brandkårs (Fiskars FBK) 50-årsjubileum. Fiskars brandstation har ett högt torn vilket används för att torka brandslangar. Idag fungerar brandstationen som en teaterscen. 
Brandstationen restaurerades år 2024 och invigdes 25 maj samma år till ära av Fiskars bolagets 375 årsjubileum.